# Visitors (film, 2013)
Pour les articles homonymes, voir Visitors.
Visitors est un documentaire américain de Godfrey Reggio sorti en 2013. Sur une musique originale de Philip Glass, il est tourné en 70mm haute définition et en noir et blanc, sans voix ni commentaires.
La création française a eu lieu le 24 mars 2017 à la Philharmonie de Paris.

## Synopsis
Ce film, qui prend la forme d'un documentaire, est une suite interrompue de plans statiques ou léger mouvement sur des visages, des lieux ou des animaux. 
De multiples interprétations existent, l'un d'elle propose que ce film soit une « forme de célébration du monde et d’ode à ses beautés... Visitors confronte le spectateur à son propre rapport à la technologie et à l’image »,.

## Discographie
La bande originale a été éditée sur CD chez OMM : Dennis Russell Davies dirige le Orchestre Bruckner de Linz en décembre 2012.